# Liste der Kreisstraßen im Schwarzwald-Baar-Kreis
Diese Liste enthält die Kreisstraßen im baden-württembergischen Schwarzwald-Baar-Kreis.

## Abkürzungen
- K: Kreisstraße
- L: Landesstraße

## Liste
Die Kreisstraßen behalten die ihnen zugewiesene Nummer nicht bei einem Wechsel in einen anderen Stadt- oder Landkreis. Nicht vorhandene bzw. nicht nachgewiesene Kreisstraßen sind kursiv gekennzeichnet, ebenso Straßen und Straßenabschnitte, die unabhängig vom Grund (Herabstufung zu einer Gemeindestraße oder Höherstufung) keine Kreisstraßen mehr sind.
Der Straßenverlauf wird in der Regel von Nord nach Süd und von West nach Ost angegeben.
| Nr.    | Verlauf |
| ------ | --- |
| K 5700 | /L 423 in Schwenningen – Bad Dürrheim – Hochemmingen – Tuningen – L 173 – K 5701 |
| K 5701 | K 5702 – Schonwiesen – L 429 – – K 5711 – Tuningen – K 5700 – Sunthausen – K 5705 – Biesingen – Heidenhofen – Aasen – K 5756                                                           |
| K 5702 | K 5703 in Weigheim – K 5701 – Kreisgrenze – (K 5917 im Landkreis Tuttlingen) |
| K 5703 | L 173 in Mühlhausen bei Schwenningen – Weigheim – K 5704 – K 5702 – Kreisgrenze – (K 5916 im Landkreis Tuttlingen)                                                                     |
| K 5704 | (K 5557 im Landkreis Rottweil) – Kreisgrenze – K 5703 in Weigheim |
| K 5705 | / – Hirschhalde – K 5701 – Oberbaldingen – K 5749 – Unterbaldingen – Kreisgrenze – (K 5942 im Landkreis Tuttlingen)                                                                    |
| K 5706 | – K 5707 – Dauchingen – L 423 – Kreisgrenze – (K 5542 im Landkreis Rottweil) |
| K 5707 | K 5709 – Weilersbach – K 5708 – – K 5706 – L 423 in Schwenningen |
| K 5708 | L 178 in Obereschach – K 5709 – K 5707 in Weilersbach |
| K 5709 | L 178 in Kappel – K 5707 – K 5708 – Villingen – L 173 – L 178 |
| K 5710 | L 181/L 423 in Niedereschach – Kreisgrenze – (K 5555 im Landkreis Rottweil) |
| K 5711 | K 5701 in Tuningen – – Brennt – Kreisgrenze – (K 5919 im Landkreis Tuttlingen) |
| K 5712 | L 181 in Tannheim – Überauchen – L 178 in Kirchdorf |
| K 5714 | Villingen – K 5734 |
| K 5715 | /L 177 in Schoren – Stockburger Säge – Stockburger Mühle – L 173 |
| K 5716 | K 5719 in Burgberg – Erdmannsweiler – L 181 – K 5718 – Neuhausen bei Villingen – K 5718 – Obereschach (– Abzweig zur L 178) – L 181 in Mönchweiler                                     |
| K 5717 | L 181 in Fischbach – Klosterhof – Mittendorf – Schabenhausen – K 5718 – L 178 in Obereschach                                                                                           |
| K 5718 | K 5716 in Neuhausen bei Villingen – Schabenhausen – K 5717 – Unterdorf – L 178 in Niedereschach                                                                                        |
| K 5719 | K 5721 in Weiler – Burgberg – K 5716 – L 181 in Königsfeld im Schwarzwald |
| K 5720 | K 5721 in Weiler – Fischbach – L 181 – Sinkingen – Kreisgrenze – (K 5536 im Landkreis Rottweil)                                                                                        |
| K 5721 | (K 5534 im Landkreis Rottweil) – Kreisgrenze – Weiler – K 5719 – K 5720 – Kreisgrenze – (K 5535 im Landkreis Rottweil)                                                                 |
| K 5723 | K 5725 in Lochbronn – Buchenberg – Außendorf – L 177 in Königsfeld im Schwarzwald |
| K 5724 | L 175 – K 5725 – Brogen – Kreisgrenze – (K 5531 im Landkreis Rottweil) |
| K 5725 | (K 5530 im Landkreis Rottweil) – Kreisgrenze – Langenschiltach – L 175 – K 5724 – Brogen – Litzelbronn – K 5723 – Lochbronn – Peterzell –                                              |
| K 5726 | – Untertal – Gremmelsbach |
| K 5727 | in Triberg im Schwarzwald – Geutsche – K 5728 |
| K 5728 | in Schönwald im Schwarzwald – K 5727 – L 175 – Obertal – K 5729 – Oberkirnach – L 173 in Unterkirnach                                                                                  |
| K 5729 | L 175 in Brigach – K 5728 |
| K 5730 | – Schwarzenbach – Weißenbach – in Furtwangen im Schwarzwald |
| K 5731 | (K 5105 im Landkreis Emmendingen) – Kreisgrenze – Heiligenhof – Sattelhof – K 5752 |
| K 5732 | in Furtwangen im Schwarzwald – Lettwies – Altenvogtshof – Linach – Fuchsloch – Steinhalde – Linachtalsperre – L 172 in Langmatte                                                       |
| K 5734 | L 172 – Herzogenweiler – L 181 – Pfaffenweiler – Rietheim – K 5714 – Marbach – L 178 –                                                                                                 |
| K 5735 | (K 4905 im Landkreis Breisgau-Hochschwarzwald) – Kreisgrenze – Kreisstraße ohne Anschluss an eine klassifizierte Straße – Kreisgrenze – (K 4904 im Landkreis Breisgau-Hochschwarzwald) |
| K 5736 | (K 4906 im Landkreis Breisgau-Hochschwarzwald) – Kreisgrenze – Mistelbrunn – K 5737 – Hubertushofen – L 181 in Wolterdingen                                                            |
| K 5737 | K 5736 in Mistelbrunn – K 5740 – Unterbrand – Kreisgrenze – (K 4994 im Landkreis Breisgau-Hochschwarzwald)                                                                             |
| K 5738 | (K 4974 im Landkreis Breisgau-Hochschwarzwald) – Kreisgrenze – Waldhausen – K 5740 |
| K 5739 | L 181 in Bräunlingen – – Döggingen – L 171 |
| K 5740 | (K 4993 im Landkreis Breisgau-Hochschwarzwald) – Kreisgrenze – K 5737 – K 5738 – Bräunlingen – L 181 – Hüfingen – L 171 in Allmendshofen                                               |
| K 5741 | L 171 in Hausen vor Wald – – Behla – Sumpfohren – K 5753 in Neudingen |
| K 5742 | L 171 in Hausen vor Wald – K 5744 – Opferdingen – Eschach – Achdorf – K 5743 – K 5747 – Fützen – K 5754 – Birchenhof – Staatsgrenze                                                    |
| K 5743 | (K 6512 im Landkreis Waldshut) – Kreisgrenze – Aselfingen – K 5742 in Achdorf |
| K 5744 | K 5742 – Opferdingen – Riedböhringen – |
| K 5745 | – Fürstenberg – Hondingen – L 185 |
| K 5747 | K 5742 – Blumberg – in Zollhaus |
| K 5748 | in Kommingen – Nordhalden – Kreisgrenze – (K 6132 im Landkreis Konstanz) |
| K 5749 | (K 5919 im Landkreis Tuttlingen) – Kreisgrenze – Öfingen – K 5750 – Oberbaldingen – K 5705 – Immenhöfe – Pfohren – K 5756 – /                                                          |
| K 5750 | K 5749 in Öfingen – Kreisgrenze – (K 5921 im Landkreis Tuttlingen) |
| K 5751 | L 109 in Schonach im Schwarzwald – |
| K 5752 | – Bregenbach – Neukirch – Hexenloch – K 5731 – Kreisgrenze – (K 4987 im Landkreis Breisgau-Hochschwarzwald)                                                                            |
| K 5753 | L 181 – / – K 5749 – Neudingen – K 5741 – Kreisgrenze – (K 5943 im Landkreis Tuttlingen)                                                                                               |
| K 5754 | – Fützen – K 5742 – – L 214 – Epfenhofen – |
| K 5755 | L 185 – Riedöschingen – |
| K 5756 | /L 180 – K 5701 – Pfohren – K 5749 – / |